# Walter Caro (Widerstandskämpfer)

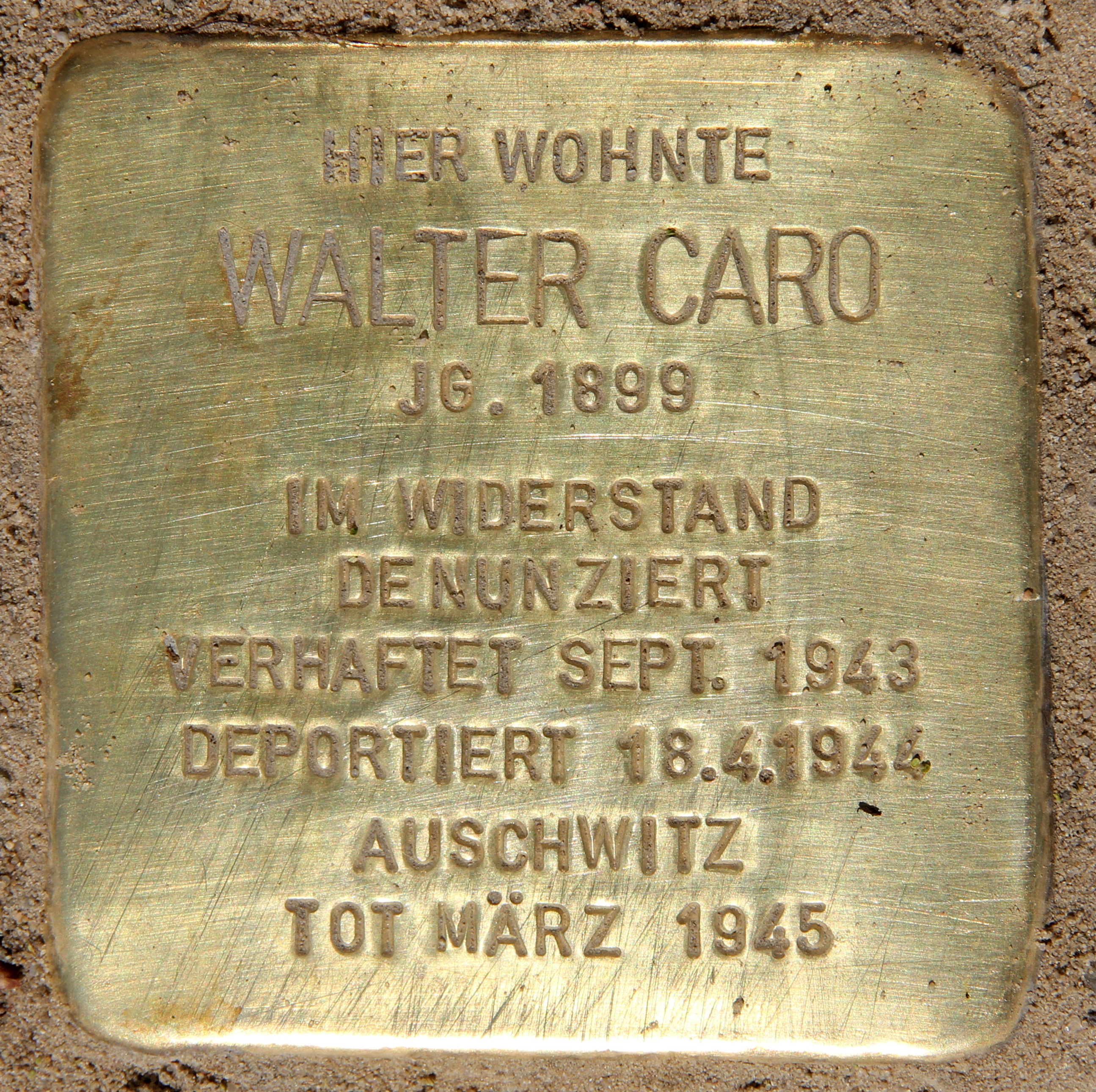
Stolperstein vor dem Haus Trautenaustraße 8 in Berlin-Wilmersdorf. Der Stolperstein mit dem fälschlich angegebenen Todesdatum „März 1945“ wurde inzwischen ausgetauscht.

Walter Caro (* 23. Mai 1899 in Berlin; Todesdatum unbekannt, vermutlich 20. April 1944 im Vernichtungslager Auschwitz) war ein deutscher Widerstandskämpfer gegen den Nationalsozialismus und galt als Mitglied der Widerstandsgruppe Europäische Union.

## Leben
Walter Heinrich Caro wurde in der Wohnung seiner Eltern Isidor Caro und Else geb. Hirschberg in der Rügener Straße 26 geboren. Er arbeitete zunächst als Geschäftsführer in der Konfektionsfirma Siegfried Heumann im Hausvogteiviertel. Caro, der nach den rassistischen Nürnberger Gesetzen als „Volljude“ galt, wurde nach der sogenannten „Arisierung“ der Firma Ende 1938 zum Verkaufsleiter degradiert. Nach seiner Entlassung Anfang 1940 musste er Zwangsarbeit als Bauhilfsarbeiter leisten. Noch während seiner Tätigkeit in der Textilbranche machte er die Bekanntschaft mit der evangelisch getauften Directrice Charlotte Glückstein, die vom NS-Regime als „Halbjüdin“ eingestuft war.
Als im Rahmen der Fabrikaktion 1943 sämtliche noch in Berlin lebenden Juden deportiert werden sollten, konnte Caro untertauchen und wurde sieben Monate lang als „U-Boot“ von Charlotte Glückstein in der Trautenstraße versteckt. Während dieser Zeit arbeitete er mit dem Passfälscher und späteren Gestapo-Spitzel Rolf Isaaksohn zusammen und verkaufte gefälschte Pässe an den Arzt Georg Groscurth, der sie an untergetauchte Juden weitergab.
Nach einer Denunziation wurden Caro und Glückstein am 7. September 1943 im Zusammenhang mit der Festnahme von Mitgliedern der Widerstandsgruppe Europäische Union, darunter Robert Havemann und Georg Groscurth, verhaftet. Als Haftgrund wurde angegeben, dass er „einer illegalen Organisation auf kommunistischer Grundlage falsche Papiere verschafft“ habe. Charlotte Glückstein wurde vorgeworfen, einen „Volljuden“ beherbergt zu haben. Bei der Vernehmung im Gestapo-Hauptquartier in der Prinz-Albrecht-Straße konnte Caro trotz Folter keine weiteren Namen von Mitgliedern der Widerstandsgruppe nennen. Er wurde zunächst im Sammellager in der Großen Hamburger Straße inhaftiert und später in der Schulstraße.
Am 18. April 1944 wurde Walter Caro beim sogenannten „51. Osttransport“ nach Auschwitz deportiert und dort wahrscheinlich nach der Ankunft am 20. April 1944 in der Gaskammer ermordet.
Charlotte Glückstein, die Caro beherbergt hatte und in verschiedenen KZs inhaftiert war (darunter Ravensbrück und ein Außenlager des KZs Flossenbürg), konnte Ende April 1945 aus dem KZ-Außenlager Neu-Rohlau fliehen und überlebte.
Caros Brüder Kurt und Werner gehörten zu den Überlebenden des Holocaust.

## Gedenken
Für Walter Caro steht auf dem Jüdischen Friedhof an der Heerstraße in Berlin ein symbolischer Grabstein. Auf dem Grabstein seiner Eltern, der sich auf dem Jüdischen Friedhof in Berlin-Weißensee befindet, wurde seiner ebenfalls gedacht. Im Gedenkbuch der Stadt Berlin gilt Walter Caro als verschollen.
Am 29. April 2012 wurde ein Stolperstein für Walter Caro in Berlin-Wilmersdorf verlegt. Dieser wurde 2013 aufgrund der Recherchen von Eva Züchner ausgetauscht.